# La Porte (Texas)
La Porte város az USA Texas államában, Harris megyében. Lakosainak száma 35 124 fő (2020. április 1.).

## Népesség
A település népességének változása:

| 2010 | 33 800 |
| 2020 | 35 124 |